# Macaranga kilimandscharica
Espèce
Classification phylogénétique
Macaranga kilimandscharica est une espèce de plantes à fleurs de la famille des Euphorbiaceae.